# Убиство у Месопотамији
Убиство у Месопотамији је детективски роман британске списатељице Агате Кристи које је први пут у Великој Британији објавила издавачка кућа "Collins Crime Club" 6. јула 1936. године, а касније исте године у САД издавачка кућа "Dodd, Mead and Company". Британско издање се продавало по седам шилинга и шест пенија, а америчко за 2 долара. Насловницу је урадио Робин Макартни.
У књизи се појављује белгијски детектив Херкул Поаро. Роман је смештен на археолошко ископавање у Ираку, а описне појединости потичу из ауторкине посете Краљевском гробљу у Уру где је упознала свог мужа, сер Макса Малоувана и друге британске археологе. Телевизијска екранизација била је 2002. године.

## Радња
Медицинска сестра Ејми Ледеран стиже на археолошко ископавање у близини Хасанија у Ираку како би помогла шведско-америчком археологу др Ерику Лајднеру у бризи за његову супругу Луиз. Током својих првих дана, Ејми сазнаје да је Луиз раније била удата за Немца Фредерика Бознер. Пре 15 година, током Великог рата, Бознер је ухапшен јер је био шпијун у Државном секретаријату САД и осуђен на смрт. Избегао је казну, али је касније погинуо у судару воза. Луиз открива да је Бознер имао млађег брата и да је од њега примала писма кад год су је привлачили други мушкарци. Ово је престало када се удала за Лајнера натпрошле године све до недавно. Недељу дана касније, Луиз је пронађена мртва у спаваћој соби куће у близини ископавања свог мужа коју пар користи. После прегледа тела које је урадио др. Џајлс Рајли, установљено је да је ударена по глави великим тупим предметом.
У првој истрази коју је водио капетан Мејтленд није пронађено оружје убиства, али потврђено је да је неко ко је био у експедицији морао да изврши убиство. Рајли сазнаје да његов пријатељ Херкул Поаро путује у Ирак и зато му се обраћа за помоћ. Кад је Поаро стигао, примећује да спаваћа соба има само један улаз, да је једини прозор у соби био затворен и заклоњен решетком и да на простирци крај умиваоника има крви. Лајднерова колегиница Ен Џонсон тврди да је чула врисак, али није сигурна у то. Рајлијева ћерка Шила примећује да је жртва привлачила пажњу сваког човека, али се из тога не појављује никаква очигледна тема. Поаро се занима за причу коју је Луиз испричала медицинској сестри Ледеран о свом првом мужу и пита се да ли је Бознер или његов брат (вероватно још увек жив, али ко зна где) на неки начин међу експедицијом.
Након Луизине сахране, медицинска сестра Ледеран састаје се са госпођицом Џонсон на крову куће, а госпођица џонсон тврди да зна како је неко могао ући непримећен. Она то не објашњава даље. Те ноћи, госпођица Џонсон несвесно је попила чашу соне киселине. Била јој је тутнута уместо уобичајене чаше воде на наткасни. Ејми је проналази и чује је како помиње "прозор" пре него што је умрла. Медицинска сестра није веровала да је госпођица Џонсон извршила самоубиство и пита се да ли је наговестила како је киселина замењена водом. Након што је провео дан шаљући телеграме, Поаро окупља све и открива да је обе жене побио др. Ерик Лајднер који је у ствари Фредерик Бознер. Прави Лајднер погинуо је у судару воза пре 15 година - када је Бознер наишао на његово тело и нашао његово лице унакажено, заменио је идентитете како би побегао од власти.
Бознер је био дубоко поседнут према Луиз. Да би је обесхрабрио у успостављању односа са другим мушкарцима, он јој је слао писма која је пажљиво писао њеним рукописом. Писма су престала након што се оженио њом дванаест година касније када га више није препознала. Када је Луиз привукао његов пријатељ Ричард Кери, Бознер је одлучио да је убије како би обезбедио да је нико други не може имати. На дан убиства, Бознер ју је на крову привукао до прозора маском којом ју је плашио претходне ноћи. Када је истурила главу да погледа, испустио је камен на њу који је затим повукао назад на кров помоћу ужета које је за њега везао. Под изговором да је обиђе, затворио је прозор спаваће собе док је премештао тело и простирку испод њега тамо где су касније пронађени. Затим је искористио Ејми као део свог покрића да одврати сумњу од себе. Госпођица Џонсон је убијена јер је схватила како је Луиз убијена.
Након његових истрага, полиција је похапсила двојицу мушкараца у Бејруту за које је Поаро открио да су са ископавања крали драгоцене артефакте: Раул Меније прерушен у оца Лавињија, добро познатог епиграфа којег археолози нису добро познавали и Али Јусуф, познати Менијеов сарадник. Меније је украдене артефакте замењивао готово савршеним примерцима. Шила се удала за Дејвида Емота, а медицинска сестра Ледеран вратила се у Енглеску.

## Ликови
- Херкул Поаро - познати белгијски детектив. Укључен у случај док је био на путовању по Блиском истоку.
- Ејми Ледеран - Професионална медицинска сестра која присуствује ископавању Ерика Лајднера како би се бринула за његову супругу Луиз. Она је приповедач приче.
- Капетан Мејтленд - британски полицајац задужен за истрагу убиства.
- Луиз Лајднер - Прва жртва случаја. Прелепа, паметна Американка и две године жена доктора Ерика Лајднера. Удовцица после кратког брака у Великом рату 15 година раније.
- Ен Џонсон - Дугогодишња колегиница др. Лајднера из Јоркшира. Друга жртва случаја.
- Др. Ерик Лајднер - Луизин супруг и археолог са неким угледом. Шеф ископавања у Тел Јаримаху код Хасанија пет година чији је покровитељ универзитет "Принстаун" (измишљени универзитет у Сједињеним Државама). Откривено је да је Луизин муж пошто је лажирао смрт пре 15 година. Он је убица.
- Ричард Кери - Згодан мушкарац и дугогодишњи колега др. Лајднера. Наводно је имао аферу са Луиз.
- Др. Џајлс Рајли - грађански лекар у Хасанију и Поароов дугогодишњи пријатељ. Одговоран за Ејмин положај на ископавању и Поароово учешће у истрази Луизиног убиства.
- Шила Рајли - отворена ћерка др. Рајлија.
- Џозеф Меркадо - археолошки колега Лајднера који је у последње две године помагао у ископавању. Познат по томе што је често уморан и подложан насилном руковању.
- Мари Меркадо - Млада одана Џозефова супруга. Запажена по томе што је понекад била чудно непријатељски расположена према госпођи Лајднер, медицинској сестри Леедан и Херкулу Поароу.
- Дејвид Емот - Тихи млади Американац и радник на копању. Тренутно је на другој години рада са екипом за копање, миран је и самозадовољан.
- Бил Колман - Младић ради на ископавању. Упркос томе што је ово његово прво ископавање, нема посебно занимање за археологију и самозвану вештину кривотворења.
- Карл Рјатер - Млади Американац из Чикага. Првих годину дана провео је на копању као фотограф, а примећен је и због тога што га је госпођа Лајднер често подсмевала.
- Отац Лавињи (Раул Меније) - француски свештеник нов у екипи. Специјалиста за епиграфику и старе језике.

## Књижевни значај и пријем
У сажетку свог прегледа за часопис Књижевни додатак 18. јула 1936. године, Хари Пири-Гордон говорио је о поставци радње и закључио је: „Завера је генијална и прво убиство је врло паметно измишљено, али неки ће сумњати да ли је госпођа Лајднер, како је описано, могла били толико заборавна и неприметна да су омогућили главне прелиминарне услове приче."
За преглед књиге часописа Њујорк тајмс Кеј Ирвин је написао: "Агата Кристи је као што сви знају мајстор за радње у прошлости јер нам представља широк распон трагова које не можемо да растумачимо. А опет, постоји загонетка у загонетки код ове тихе, али чудне скупине научника, а неко од њих је сигурно убица. Део списатељицине вештине је да нас увери да је свако живо биће мало тајанствено и да кад је злочин почињен међу наизглед добростојећом и култивисаном скупином људи, сви морају бити осумњичени.  Стручност Агате Кристи од грађења детективских прича као што је ова до савршеног (иако понекад мало мањкавог) закључка је мање-више осенчило њену генијалност, не само код позадине и догађаја, него и код описиа ликова и стила. Овде прича обучена медицинска сестра - као што су то учинили и други еминентни писци загонетки. Медицинска сестра Ледеран дружи се са свима њима. Овај најновији опус Кристијеве је гладка, врло изворна и потпуно упијајућа прича".
У издању часописа Посматрач 12. јула 1936. године, "Торквејмада" (Едвард Повис Метерс) написао је да "Агата Кристи прича духовиту, добро запажану причу међу рушевинама Тел Јаримаха, а њен најновији начин убиства због којег сам нагађао и нагађао безуспешно има, као и обично, више једноставност чуда него слоеност дочаравајућее варке. Поаро као мушкарац одушевљен је као и увек, а Поаро као детектив не само да збуњује пријатну и не превише паметну болничарку чија је дужност да исприча причу, већ опет као и обично, и паметне читаоце. Невоља је у томе што такође збуњује предрасуде на себи најнеобичнији начин. Ја не могу да разумем зашто је дозволио Агати Кристи да га учини учесником у злочину чије достојанство стоји или пада због средишњег стања које, иако најгенијалније, у суседству је немогуће. Оно што би било крајње неправедно навести, између госпође Кристи и читаоца је оно што би могло бити заиста занимљиво-глупа преписка." Залључио је речима: "Обично се Поароу наздравља неким обичним пићем. Овај пут пијем за њега прилично тужну чашу Лакрим Кристија."
Часопис Дневно огледало (9. јул 1936.) је написао: "Немојте да читате ово ако имате неке везе или желите књигу само за 15 минута или зато што се једноставно неће спустити до вас. Стигао сам до последње реченице." Преглед је завршен речима: "Велика Агата Кристи. У овој причи о посебно смештеном убиству дала нам је још једну звецкаву добру причу."
Роберт Барнард је приметио да "археолошко ископавање пружа необичан амбијент, стручно и забавно представљен. Жена-жртва заснива се на Кетрин Вули, и то врло добро. Приповедачица медицинска сестра, привремена замена за Хејстингса, ускоро је открила да би могла без тога у потпуности." Барнард је био задовољан главним ликом и то што Кристијева није користила Хејстингса у роману, али је укратко сматрала да је роман "Покварен крајем који надилази невероватно до незамисливог".

## Помињања и алудирања
Кристијева је наводно засновала лик Луиз Лајднер на Кетрин Вули, супрузи археолога сер Леонарда Вулија. Супруг Кристијеве Макс Малоуван радио је на Вуллијевом ископавању у Уру.

### Помињање других дела
- Иако је овај роман објављен 1936. године, наводи се да су се описани догађаји збили три године раније. Када се вратио из Мезопотамије, Поаро путује Оријент експресом и решава убиство које се дешава на њему.
- У XII поглављу, др. Лајднер се присећа да је чуо "господина Ван Алдина" како је високо говорио о Поароу. Руфус Ван Алдин био је истакнути лик у ранијем делу Кристијеве Загонетка Плавог воза.
- У једном поглављу се каже да је медицинска сестра Ледеран провела поподне читајући детективски роман Убиство у старачком дому, који је назив познатог романа Нгајо Марш, али завршетак књиге медицинске сестре Ледеран разликује се од завршетка књиге Маршове.
- У 6. и 9. поглављу откривају се сличности између Луиз Лајднер и лепе госпе без милости, кобне женске фигуре из баладе Џона Китса из 1819. године.[12]

### Помињање у другим делима
У роману Смрт на Нилу, Поаро своје искуство на експедицији приписује развоју својих метода откривања. Он размишља: "Једном сам отишао професионално на археолошку експедицију и тамо сам нешто научио. Током ископавања, када нешто искрсне из земље, све се брише врло пажљиво свуда око њега. Открлоните земљу, а ви ту и тамо стружете ножем све док коначно ваш предмет не буде чист, сасвим сам, спреман за цртање и фотографисање без икаквих спољашњих материја који га окружују. Ово сам покушавао да урадим - очистим ту страну материју да можемо видети истину..."

## Прилагођавања

### Телевизија
Убиство у Месопотамији екранизовано је као епизода серије Поаро 2. јуна 2002. У њој је Дејвид Сачет тумачио Херкула Поароа, а снимано је на месту у хотелу "Коцкарница" у Амам лифу и на археолошком налазишту "Утина" у Тунису. Иако је остала верна главним основама романа, укључујући убиство, побуду и расплет, екранизтација је унела низ промена:
- Изостављени су ликови др. Џајлса Рајлија, господина Рајтера и Дејвида Емота.
- Троје ликова је измењено: име Била Колмана је промењено у Вилијам, Мејтленд је надзорник, а не капетан, а Шила Рајли постала је његова ћерка - њено презиме је због тога промењено док јој је лик пријатнији.
- Додат је лик капетана Хејстингса - осим што је Поароов помоћник у овом случају чиме је Ејми Ледеран постала још једна од осумњичених у предмету, он је и ујак Вилијама Колмана кога посећује.
- Поаро се углавном налази у Ираку како би се састао са грофицом Вером Росаков јер је од ње примио телеграм са молбом за помоћ, али је она већ отишла када је он дошао, а он је о томе обавештен тек телефонском поруком коју је добио када је случај решио.
- Поаро посећује археолошка ископавања кад је стигао па је упознао Луиз живу - па је због тога сазнао за њен први брак и писма која је примила непосредно од ње, а не преко Ејми.
- Зависност од дроге Џозефа Меркада много је јача - он убија свог добављача пре него што је Поаро дошао да види место ископавања, а касније извршава самоубиство због кривице.
- Раул Меније и Али Јусуф нису препознати када се открила крађа артефаката. Обојица мушкараца такође нису ухапшени. Поаро углавном обавештава надзорника Мејтленда да се на пограничним прелазима припази на њих.

### Радио
Мајкл Бејквел је прилагодио Убиство у Месопотамији за ББЦ Радио 4, а Џон Мофат је тумачио Поароа.

### Графички роман
Издавачка кућа HarperCollins је 1. јула 2008. године објавила графичко издање романа Убиство у Месопотамији које је приредио Франсоа Ривије, а илустровао Кендар ( 0-00-727530-7). Ово је преведено из издања које је издавачка кућа Emmanuel Proust éditions први пут објавила у Француској 2005. под насловом Meurtre en Mésopotamie.